# Platanthera vossii
Platanthera vossii är en orkidéart som beskrevs av F.W.Case. Platanthera vossii ingår i släktet nattvioler, och familjen orkidéer. Inga underarter finns listade i Catalogue of Life.